# Gouvernement Mayer
Quatrième République
Gouvernement Antoine Pinay Gouvernement Joseph Laniel I
Le gouvernement René Mayer a été le gouvernement de la France du 8 janvier 1953 au 21 mai 1953.

## Chronologie

### 1952
- 23 décembre : Chute du gouvernement Antoine Pinay.

### 1953
- 8 janvier : Début du gouvernement René Mayer.
- 12 janvier : Ouverture à Bordeaux du procès des meurtriers d'Oradour.
- 6 mai : Charles de Gaulle rend leur liberté aux élus du RPF, ce parti est donc dissous.
- 21 mai : Chute du gouvernement René Mayer.
- 23 mai : Le Président Vincent Auriol propose au gaulliste André Diethelm de former un gouvernement, il refuse.
- 26 mai : Les parlementaires gaullistes fondent l'Union des républicains d'action sociale (URAS).
- 27 mai : L'Assemblée nationale n'investit pas Paul Reynaud, faute de majorité constitutionnelle.
- 4 juin : Investiture manquée de Pierre Mendès France.
- 10 juin : L'Assemblée nationale n'investit pas Georges Bidault, ce dernier échouant à réunir la majorité constitutionnelle à une voix près.
- 18 juin : L'Assemblée nationale n'investit pas André Marie, faute de majorité constitutionnelle.
- 27 juin : Début du gouvernement Joseph Laniel.

## Composition

### Président du Conseil
| Image | Fonction             |  | Nom        | Parti |
| ----- | -------------------- |  | ---------- | ----- |
|       | Président du Conseil |  | René Mayer | RAD   |

### Vice-président du Conseil
| Image | Fonction                  |  | Nom            | Parti |
| ----- | ------------------------- |  | -------------- | ----- |
|       | Vice-président du Conseil |  | Henri Queuille | RAD   |

### Ministres d'État
| Image | Fonction        |  | Nom               | Parti |
| ----- | --------------- |  | ----------------- | ----- |
|       | Ministre d'État |  | Édouard Bonnefous | UDSR  |
|       | Ministre d'État |  | Paul Coste-Floret | MRP   |

### Ministres
| Image | Fonction                                                    |  | Nom                                        | Parti |
| ----- | ----------------------------------------------------------- |  | ------------------------------------------ | ----- |
|       | Ministres des Relations avec les États associés             |  | Jean Letourneau                            | MRP   |
|       | Ministre de la Justice                                      |  | Léon Martinaud-Déplat                      | RAD   |
|       | Ministres des Affaires étrangères                           |  | Georges Bidault                            | MRP   |
|       | Ministre de l'Intérieur                                     |  | Charles Brune                              | RAD   |
|       | Ministre de la Défense nationale                            |  | René Pleven                                | UDSR  |
|       | Ministre des Finances                                       |  | Maurice Bourgès-Maunoury                   | RAD   |
|       | Ministre du Budget                                          |  | Jean Moreau                                | CNIP  |
|       | Ministre des Affaires économiques                           |  | Robert Buron                               | MRP   |
|       | Ministre de l'Éducation nationale                           |  | André Marie                                | RAD   |
|       | Ministre des Travaux publics, des Transports et du Tourisme |  | André Morice                               | RAD   |
|       | Ministre de l'Industrie et de l'Énergie                     |  | Jean-Marie Louvel                          | MRP   |
|       | Ministre du Commerce                                        |  | Paul Ribeyre (jusqu'au 11 février 1953)    | CNIP  |
|       | Ministre du Commerce                                        |  | Guy Petit (à partir du 11 février 1953)    | CNIP  |
|       | Ministre de l'Agriculture                                   |  | Camille Laurens                            | CNIP  |
|       | Ministre de la France d'outre-mer                           |  | Louis Jacquinot                            | CNIP  |
|       | Ministre du Travail et de la Sécurité sociale               |  | Paul Bacon                                 | MRP   |
|       | Ministre de la Reconstruction et de l'Urbanisme             |  | Pierre Courant                             | CNIP  |
|       | Ministre des Anciens combattants et Victimes de guerre      |  | Henry Bergasse                             | CNIP  |
|       | Ministre de la Santé publique et de la Population           |  | André Boutemy (jusqu'au 11 février 1953)   | CNIP  |
|       | Ministre de la Santé publique et de la Population           |  | Paul Ribeyre (à partir du 11 février 1953) | CNIP  |
|       | Ministre des PTT                                            |  | Roger Duchet                               | CNIP  |

### Secrétaires d'État
| Image | Fonction                                                                  |  | Nom                                            | Parti |
| ----- | ------------------------------------------------------------------------- |  | ---------------------------------------------- | ----- |
|       | Secrétaire d'État à la Présidence du Conseil                              |  | Félix Gaillard                                 | RAD   |
|       | Secrétaire d'État à la Présidence du Conseil                              |  | Joannès Dupraz (à partir du 10 janvier 1953)   | MRP   |
|       | Secrétaire d'État à la Présidence du Conseil et à l'Information           |  | Émile Hugues                                   | RAD   |
|       | Secrétaire d'État aux Affaires étrangères                                 |  | Maurice Schumann (à partir du 10 janvier 1953) | MRP   |
|       | Secrétaire d'État à l'Intérieur                                           |  | André Colin (à partir du 10 janvier 1953)      | MRP   |
|       | Secrétaire d'État à la Guerre                                             |  | Pierre de Chevigné                             | MRP   |
|       | Secrétaire d'État à la Marine                                             |  | Jacques Gavini                                 | CNIP  |
|       | Secrétaire d'État à l'Air                                                 |  | Pierre Montel (jusqu'au 19 mai 1953)           | CNIP  |
|       | Secrétaire d'État aux Beaux-arts                                          |  | André Cornu (à partir du 10 janvier 1953)      | RAD   |
|       | Secrétaire d'État à l'Enseignement technique, à la Jeunesse et aux Sports |  | Jean Masson (à partir 10 janvier 1953)         | RAD   |
|       | Secrétaire d'État à la Marine marchande                                   |  | Jules Ramarony (à partir du 10 janvier 1953)   | CNIP  |
|       | Secrétaire d'État à l'Agriculture                                         |  | Guy Petit (à partir du 10 janvier 1953)        | CNIP  |
|       | Secrétaire d'État à la France d'outre-mer                                 |  | Henri Caillavet (à partir du 10 janvier 1953)  | RAD   |
|       | Secrétaire d'État à la Santé publique et à la Population                  |  | Pierre Couinaud (à partir du 10 janvier 1953)  | CNIP  |